# Костадин Попов
Вижте пояснителната страница за други личности с името Костадин Попстоянов.
Костадин Попов (Попстоянов) Гълъбов е български революционер, деец на Вътрешната македоно-одринска революционна организация и петрички войвода на Върховния македоно-одрински комитет.

## Биография
Костадин Попов е роден около 1850 година в махалата Гега на петричкото село Игуменец в семейството на свещеник Стоян Гълъбов. Учи в килийно училище при баща си, в Чуриловския манастир и в българската гимназия в Одрин. Става свещеник, служи на български език и активно участва в българската църковна борба. Член е на Петричката българска община.
Започва да се занимава и с революционна дейност и се присъединява към ВМОРО, но по-късно преминава на страната на ВМОК. Заподозрян, минава в нелегалност и от 1900-1901 година е четник при Стойко Бакалов, а от 1901 е в четата на Алексо Поройлията..
През Горноджумайското въстание от 1902 година е самостоятелен войвода в Петричко. На 28 септември 1902 година по време на въстаническите действия е един от ръководителите на сражението в местността Черната скала при село Барбарево, Струмишко. След потушаването на въстанието, остава да действа в района си с малка чета. Участва и в Илинденско-Преображенското въстание през 1903 година, а след разгрома му се установява в Дупница.
След амнистията от 1904 година се връща в Османската империя, но е убит при турска засада в местността Чалиите на мястото на днешното село Първомай.
Баща е на учителя Никола Попов и дядо на Антон Попов.